# Левкипа и Клитофонт
„Левкипа и Клитофонт“ (на гръцки: Τα κατά Λευκίππην και Κλειτοφώντα) е античен роман от Ахил Таций (2 век).
Авторът на „Историята на Левкипа и Клитофонт“ Ахил Таций по всяка вероятност е работил в Библиотеката или в Лицея в египетска Александрия, тъй като е известен още като Александрийски. Част от действието в романа протича на територията на древен Египет, а авторът засвидетелства очевидни познания за земеделието по разливите в долното течение на Нил. Романът е написан през втори век. Някои изследователи го датират към 139 г.

## Герои
Типова характеристика на младите герои в елинистичния роман е крехката им възраст. Обикновено тя не се назовава, но със сигурност героите са връстници на по 15 – 16 години.
- Клитофонт – твърде малко узнаваме за физическия облик на Клитофонт, може би защото се идентифицира с разказвача и едва ли е уместно да разказва подробно за самия себе си.
- Левкипа – тя е самото въплъщение на женската красота. Красива, руса девойка с големи блестящи очи и изразителен поглед, с прекрасна фигура и лека походка. Самият вестител от храма Артемида известява в съда, че тя е много красива и може да се сравнява единствено с богинята.